# Movimento 969
Movimento 969 (birmanês:  ၉၆၉ သင်္ကေတ) é um movimento nacionalista em oposição ao que eles vêem como "a expansão do islã" predominantemente contra o budismo na Myanmar. Os três dígitos de "969" simbolizam as virtudes do Buda, práticas Budistas e a comunidade Budista. O primeiro 9 representa os nove atributos especiais do Senhor Buda, e o 6 para os seis atributos especiais do seu Darma, ou Ensinamentos Budistas, e o último 9 representa os nove atributos especiais Sanga. Os atributos especiais são as Três Jóias do Buda. No passado, Buda, Sanga, Dhamma, a roda do Dhamma, e "969" eram sinais budistas.
Diversas organizações de mídia descreveram o movimento como anti-muçulmano ou "islamofóbico". Os partidários budistas do movimento negam que é anti-muçulmano, o Bico Ashin Wirathu declarou que é um movimento protetor sobre "Arracaneses (budistas) que estão sendo aterrorizados por Bengalis.  Alex Bookbinder, The Atlantic Monthly, liga as origens do movimento em um livro escrito no final dos anos 90 por Kyaw Lwin, funcionário do Ministério dos Assuntos Religiosos de Myanmar, e seus preceitos estão enraizados em uma crença tradicional em numerologia. Em todo o sul da Ásia, os muçulmanos representam a frase "Em Nome de Deus, o Compassivo e Misericordioso" com o número 786, e as empresas exibem o número para indicar que são de propriedade dos muçulmanos. Os defensores de 969 vêem isso como uma trama muçulmana para conquistar Myanmar no século 21, com base na premissa de que 7 mais 8 mais 6 é igual a 21. O número 969 pretende ser o oposto cosmológico de 786.